# Поліедрани
| Чотиригранник           | Small stellated dodecahedron |
| Ікосододекаедр          | Great cubicuboctahedron      |
| Rhombic triacontahedron | Octagonal prism              |

Поліедрани (англ. polyhedranes) — поліциклічні вуглеводні ряду (СН)n, які мають скелет, що відповідає правильним або напівправильним геометричним тілам. Приміром, кубан.